# ブルガリアの政党
ブルガリアの政党では、ブルガリア共和国内で活動する主要政党を挙げる。
- ブルガリア社会党 - 左派、共産時代の政権党ブルガリア共産党の後継政党。
- ヨーロッパ発展のためのブルガリア市民 - 2006年に結成された中道右派。
- 民主勢力同盟 - 中道右派。
- 安定と進歩国民運動 - 中道、シメオン2世元国王の個人政党。
- 権利と自由運動 - 少数派トルコ人の権益を代表する中道政党。
- 内部マケドニア革命組織・ブルガリア国民運動 - 内部マケドニア革命組織の名を冠した右派政党。
- アタカ国民連合 - 極右の政党連合。
- ブルガリアビジネスブロック